# Geijaure
Geijaure är en sjö i Arvidsjaurs kommun i Lappland och ingår i Skellefteälvens huvudavrinningsområde. Sjön har en area på 0,876 kvadratkilometer och ligger 480,9 meter över havet. Sjön avvattnas av vattendraget Geijaurbäcken.

## Delavrinningsområde
Geijaure ingår i det delavrinningsområde (727218-162056) som SMHI kallar för Mynnar i Ledvattnet. Medelhöjden är 537 meter över havet och ytan är 25,5 kvadratkilometer. Det finns inga avrinningsområden uppströms utan avrinningsområdet är högsta punkten. Geijaurbäcken som avvattnar avrinningsområdet har biflödesordning 2, vilket innebär att vattnet flödar genom totalt 2 vattendrag innan det når havet efter 182 kilometer. Avrinningsområdet består mestadels av skog (73 procent) och sankmarker (21 procent). Avrinningsområdet har 0,88 kvadratkilometer vattenytor vilket ger det en sjöprocent på 3,4 procent.